# Longin Kołarz
Longin Kołarz (ur. 31 lipca 1918 w Białej Cerkwi, w guberni kijowskiej) – oficer Armii Radzieckiej, podpułkownik Ministerstwa Bezpieczeństwa Publicznego.

## Życiorys
Urodził się w proletariackiej rodzinie Stanisława, Czecha i Polki. Członek Komsomołu. Z wykształcenia technik mechanizacji i elektryfikacji gospodarstwa wiejskiego. Od 11 października 1941 do 2 lutego 1942 w Armii Czerwonej, następnie członek batalionów robotniczych na tyłach frontu. Od 6 czerwca 1943 w 1. Dywizji Piechoty im. Tadeusza Kościuszki. W okresie od kwietnia do lipca 1944 odbył kurs NKWD w Kujbyszewie. Po przybyciu do Polski został najpierw zastępcą szefa, a później p.o. kier. Wojewódzkiego Urzędu Bezpieczeństwa Publicznego w Rzeszowie. W latach 1945–1947 kier. WUBP w Szczecinie, tę samą funkcję pełnił w 1947 w WUBP w Kielcach. W latach 1947–1948 naczelnik Wydziału I Departamentu Szkolenia Ministerstwa Bezpieczeństwa Publicznego, a w okresie 1948–1952 dyrektor/komendant Centrum Wyszkolenia MBP w Legionowie. W 1952 oddany do dyspozycji MON, powrócił do ZSRR.

## Ordery i odznaczenia
- Krzyż Kawalerski Orderu Odrodzenia Polski (10 października 1945)[2]
- Złoty Krzyż Zasługi (18 września 1946)[3]